# Ambulocètids
Els ambulocètids (Ambulocetidae) són una família de cetacis primitius del Pakistan que encara eren capaços de caminar per terra ferma. El gènere Ambulocetus, que dona nom a la família, és de llarg el gènere més complet i ben conegut d'ambulocètid, gràcies al descobriment de Thewissen et al. d'un espècimen parcialment complet d'Ambulocetus natans. Un altre gènere de la família, Gandakasia, és conegut a partir d'un únic fragment de mandíbula.
S'han trobat fòssils d'ambulocètids al Pakistan, al llarg de l'antiga línia de costa de Cimmèria. La fàcies sedimentària en què foren trobats indica que els ambulocètids vivien en un medi marí pantanós i a prop de la costa.